# Lamech
Lamech ist im Alten Testament im 1. Buch Mose in Gen 4  der Sohn des Metuschaël und in Gen 5  der Sohn Methuschelach.

## Namensvarianten
Der Name lautet im Hebräischen לֶ֖מֶךְ lemech. Der Name kommt jedoch auch am Versende (in Pausalform) mit gelängtem Vokal als לָֽמֶךְ lamech vor. Deshalb geben die Septuaginta und das Neue Testament den Namen ebenfalls als λαμεχ lamech wieder. Daher kommt auch die Form des Namens im Deutschen.

## Genesis 5
Lamech war nach Gen 5  ein Nachkomme des Set, Sohn des Methusalem und Vater des Noach. Methusalem war laut Gen 5,25–31  187 Jahre (Masoretischer Text: 182 Jahre, Septuaginta: 188 Jahre, Samaritanischer Pentateuch: 53 Jahre) alt, als Lamech geboren wurde. Von Lamech ist bekannt, dass er nach Noach noch andere Kinder hatte und nach Masoretischem Text 777 Jahre (Septuaginta: 753 Jahre, Samaritanischer Pentateuch: 653 Jahre) alt geworden sein soll (zum Problem der Altersangaben → Biblisches Alter).
Bei der Geburt Noachs prophezeite Lamech: „Er wird uns aufatmen lassen von unserer Arbeit und von der Mühe unserer Hände um den Ackerboden, den der Herr verflucht hat.“
Nach den biblischen Altersangaben Lamechs bei der Geburt Noachs und denen Noachs aus Gen 9,28  nach dem Masoretischen Text wäre Lamech fünf Jahre vor Beginn der Sintflut gestorben.

## Genesis 4
In Gen 4  ist Lamech ein Nachkomme des Kain und der erstgeborene Sohn des Metuschaël. Laut Gen 4,19  nahm sich Lamech zwei Frauen, Ada und Zilla, und wurde damit zum ersten in der Bibel erwähnten Polygamisten. Mit Ada zeugte er Jabal, den Stammvater aller Nomaden, und Jubal, den Stammvater aller Musiker, mit Zilla Tubal-Kain, den Stammvater der Schmiede und Metallhandwerker, sowie eine Tochter namens Naama.
In Gen 4,23–24  rühmt er sich selbst und spricht zu seinen Frauen: „Ada und Zilla, hört auf meine Stimme, ihr Frauen Lamechs, lauscht meiner Rede! Ja, einen Mann erschlage ich für eine Wunde, und einen Knaben für eine Strieme. Wird Kain siebenfach gerächt, dann Lamech siebenundsiebzigfach.“
Dieses kurze Lied gilt als die älteste erhaltene Dichtung in der Bibel und weist zurück auf Gen 4,15 : „Der Herr aber sprach zu ihm: Darum soll jeder, der Kain erschlägt, siebenfacher Rache verfallen. Darauf machte der Herr dem Kain ein Zeichen, damit ihn keiner erschlage, der ihn findet.“ Es preist also anscheinend die exzessive Praxis der Blutrache eines Clans, der sich auf Kain, den ersten Menschenmörder, zurückführte. In der rabbinischen Literatur wird das Lied mit der Erfindung des Schwertes durch den Schmied Tubal-Kain in Verbindung gebracht, daher wird es auch „Schwertlied“ genannt.

## Historisch-kritische Auslegung
Es wird angenommen, dass es sich bei den Erwähnungen Lamechs in Gen 4 und 5 um dieselbe Person handelt, die nur unterschiedlich genealogisch eingeordnet wird. Dabei wird Gen 4 der nichtpriesterschriftlichen Überlieferung und Gen 5 der Priesterschrift zugerechnet.